# Samtredia
Samtredia (em georgiano: სამტრედია) é uma cidade em Imerícia, na Geórgia, situada numa planície entre os rios Rioni e Tesquenistescali.